# Roepkiella nigromaculatus
Roepkiella nigromaculatus is een vlinder uit de familie van de Houtboorders (Cossidae). De wetenschappelijke naam van de soort is voor het eerst gepubliceerd in 1892 door George Francis Hampson.
De soort komt voor in Zuid-India.